# 位相同型

位相同型の例。ドーナツとマグカップは同相である。

位相同型 （いそうどうけい、英: homeomorphic）、あるいは同相（どうそう）とは、2つの位相空間が位相空間として等しいことを表す概念である。
例えば、球の表面と湯飲みの表面とはある「連続」な双方向の移し方で互いに移し合うことができるので同相であり、また穴が1つ開いたドーナツの表面 (トーラス) と持ち手がひとつあるマグカップの表面も同じく同相である。よって球の表面と湯のみの表面は位相幾何学的に全く同一の性質を持ち、ドーナツの表面とマグカップの表面も同一の性質を持つ。しかし、球面とトーラスとはこのような写し方が存在しないので同相とはならない。（直観的には、連続的な変形によって穴の個数が変化することはないということである。）
ここで連続な写し方とは、直観的には近いところを近いところに写すような写し方を意味する。

## 定義
位相空間 A, B の間の写像 f: A → B が連続かつ全単射で、その逆写像もまた連続であるとき、f を同相写像 (homeomorphism)、あるいは単に同相という。同相写像の逆写像は明らかに同相である。A と B との間に同相写像が存在するとき、A と B は同相、あるいは位相同型であるという。
- 平面内の閉円板 D2 と平面内の正方形 I × I（ただし I = [0, 1]）とは同相である。一般に平面内の多角形とも同相である。
- 円周 S1 から一点を取り除いてできる空間と実直線は同相である。
- リー群 SO(3) は三次元球体 D3 = {( x , y , z ) | x2 + y2 + z2 ≦ 1} の商空間 D3/R と同相である。ここで同値関係 xRy を、x = y、または、x = −y かつ ||x|| = 1, で定める。
- 定義において、逆写像の連続性は本質的である。直観的に同相でない二つの空間、半開区間 [0,2π) と平面内の円周 S1 において、前者から後者への写像 t → (cos t, sin t) は連続写像で逆を持つが、逆写像は連続でない。

## 性質
- 明らかに、同相写像の逆写像は同相写像であり、同相写像の合成も同相写像である。よって、ある空間の自己同相写像全体は群をなす。
- 同相は位相空間全体の空間に同値関係を定める。
- 同相写像は開集合を開集合に、閉集合を閉集合に写し、位相的構造を保つ。つまり、位相空間としての性質（コンパクト性、連結性など）を一切変えない。
- 同相写像は、位相空間の圏における同型射である。

## 位相空間論における同値関係
- 連続変形による同値関係。位相同型よりも強い。
- ホモトピー同値による同値関係。
- 2つの多様体の間には微分同相という概念を考えることができる。 多様体間の同相写像 f が Cn 級で、その逆写像も Cn 級である時、f を Cn 級微分同相（写像）(diffeomorphism of class n) という。